# (6106) Stoss
(6106) Stoss (6564 P-L) – planetoida z pasa głównego asteroid okrążająca Słońce w ciągu 5,66 lat w średniej odległości 3,17 j.a. Odkryta 24 września 1960 roku.